# Great Pickin'
Great Pickin' è un album discografico a nome di Al Caiola and His Guitar Don Arnone, pubblicato dall'etichetta discografica Chancellor Records nel giugno del 1960.

## Tracce
Lato A
1. Caravan – 3:10 (Irving Mills, Juan Tizol, Duke Ellington)
2. Cosmopolitan – 1:55 (Al Caiola)
3. A Foggy Day – 2:53 (Ira Gershwin, George Gershwin)
4. Like the Moon Above You – 1:57 (Chaim Tauber, Joseph Rumshinsky)
5. I Saw Stars – 3:00 (Al Goodheart, Al Hoffman, Maurice Sigler)
6. Lover Come Back to Me – 2:45 (Oscar Hammerstein II, Sigmund Romberg)

Lato B
1. On the Alamo – 2:02 (Gus Kahn, Isham Jones)
2. Birds of a Feather – 2:30 (Al Caiola, Ray Ekstrand)
3. A Tree in the Park – 3:27 (Lorenz Hart, Richard Rodgers)
4. Blue Lou – 2:05 (Irving Mills, Edgar Sampson)
5. Chinese Guitar – 2:24 (Don Arnone)
6. Stompin' at the Savoy – 3:32 (Edgar Sampson, Andy Razaf, Benny Goodman, Chick Webb)

## Musicisti
- Al Caiola - chitarra
- Don Arnone - chitarra
- Phil Bodner - clarinetto, flauto, sassofono tenore
- Art Van Damme - accordion
- Eddie Costa - pianoforte, vibrafono, campane
- Dick Hyman - pianoforte
- Phil Kraus - vibrafono, percussioni
- George Duvivier - contrabbasso
- Bobby Rosengarden - batteria
- Quartetto vocale - cori (A1, A2, A4, B1, B2 e B4)

Note aggiuntive
- Peter DeAngelis - produttore[2]
- Natt Hale - note retrocopertina album